# Krfska deklaracija
Krfska deklaracija je politična deklaracija, ki je bila pomemben del pri ustanovitvi Kraljevine Jugoslavije. Na grškem otoku Krfu so jo 20. julija 1917 med prvo svetovno vojno podpisali predstavniki Jugoslovanskega odbora, ki je predstavljal avstro-ogrske Slovence, Hrvate in Srbe, ter predstavniki Kraljevine Srbije s politično podporo Velike Britanije in Francije, ki sta javno zagovarjali pravico jugoslovanskih narodov do samoodločbe.
Jugoslovanski odbor, ki so ga sestavljali politični emigranti (Slovenci in Hrvati) iz Avstro-Ogrske, je na pogajanjih na Krfu vodil Ante Trumbić, vodja na srbski strani je bil Nikola Pašič (takratni predsednik vlade Kraljevine Srbije). Krfska deklaracija še ni govorila o notranji ureditvi novonastale državne tvorbe (dopuščala je še vedno dve možnosti – centralistično ali avtonomno), določila pa je dvotretjinsko večino pri sprejemanju zakonov v parlamentu, kar se kasneje ni upoštevalo.
Južni Slovani so zahtevali ustanovitev skupne parlamentarne monarhije pod vladavino dinastije Karađorđević. Ker je bila Srbija na strani zmagovalcev prve svetovne vojne, je bila skupna kraljevina kmalu po koncu vojne priznana in vrisana na politični zemljevid povojne Evrope. V deklaraciji je napisano, da so Srbi, Hrvati in Slovenci eden in isti narod po krvi, jeziku, po občutku enotnosti ...

## Zahteve
Krfska deklaracija je predstavljala pomemben korak proti ustanovitvi Kraljevine Jugoslavije, ki se je kasneje uresničila leta 1918. S svojimi zahtevami je izražala željo po združitvi in oblikovanju samostojne države, ki bi predstavljala skupno domovino južnoslovanskih narodov.
- Združitev južnoslovanskih narodov: deklaracija je zahtevala združitev vseh južnoslovanskih narodov, vključno s Srbi, Hrvati in Slovenci, v eno samostojno državo.
- Demokracija: poudarjala je potrebo po demokratični ureditvi, v kateri bi bili spoštovani osnovni politični in civilni svoboščini ter pravice, kot so svoboda govora, svoboda tiska in pravica do združevanja.
- Enakopravnost in avtonomija: zahtevala je enakopravnost med vsemi južnoslovanskimi narodi znotraj nove države ter zagotovitev avtonomije, ki bi omogočila upravljanje lastnih zadev in uresničevanje kulturnih, jezikovnih in političnih pravic posameznih narodov.
- Teritorialna celovitost: poudarjala je ohranitev in zaščito teritorialne celovitosti in ozemeljskih zahtev južnoslovanskih narodov.